# القيصرية (مصر)
القيصرية إحدى قرى مركز المحلة الكبرى التابع لمحافظة الغربية بجمهورية مصر العربية، ترجع للقرية لعهد الروك الناصري وأصلها أنها كانت تعرف بالقصرية.

## التعليم
تصل نسبة الأمية في القرية إلى 24.32% بين من تجاوزوا العاشرة من عمرهم، بينما تصل نسبة من حصلوا على تعليم جامعي إلى 3.24% من جملة السكان.

## السكان
بلغ عدد سكان القيصرية 14,971 نسمة حسب تقدير عام 2018.
| السنة  | 1882 | 1897 | 1907 | 1927 | 1947 | 1960 | 1976 | 1986 | 1996 | 2006  | 2018   |
| ------ | ---- | ---- | ---- | ---- | ---- | ---- | ---- | ---- | ---- | ----- | ------ |
| القرية | 926  | 1092 | 1156 | 1228 | 1775 | 2775 | 4090 | 5477 | 7494 | 8,763 | 14,971 |